# Albert Geromini
Albert „Tiger” Geromini (Svájc, Graubünden kanton, Arvigo, 1896. április 10. – Svájc, Zürich, Thalwil, 1961. december 7.,) Európa-bajnok, világbajnoki ezüstérmes és olimpiai bronzérmes, Spengler-kupa győztes, nemzeti bajnok svájci jégkorongozó.
Az 1928. évi téli olimpiai játékokon a svájci válogatottal vett részt a jégkorongtornán, mint a csapat kapusa. Az első mérkőzésen Ausztria ellen 4–4-et játszottak, majd a németeket verték 1–0-ra. Így a csoportban az első helyen bejutottak a négyes döntőbe, ahol először elverték a briteket 4–0-ra, majd kikaptak a svédektől 4–0 és a kanadaiaktól 13–0-ra. Ezek után a bronzérmesek lettek. Ez az olimpia egyben Európa- és világbajnokság is volt, így Európa-bajnoki ezüstérmesek és világbajnoki bronzérmesek is lettek.
Klubcsapata a svájci HC Davos volt 1921 és 1940 között. 1927-ben, 1933-ban, 1936-ban 1938-ban Spengler-kupa győztes volt. 1926-ban, 1927-ben, 1929 és 1935 között valamint 1937 és 1939 között svájci bajnok volt.
Az 1926-os jégkorong-Európa-bajnokságon aranyérmes lett, 1924-ben és 1925-ben bronzérmet szereztek. 1929-ben kiestek a második csoportkörben. 1932-ben, ami az utolsó független Európa-bajnokság volt, bronzérmesek lettek. Ezután a világbajnokság és az olimpia Európa-bajnokságnak is számított.
Hat világbajnokságon vett részt: 1930-ban, 1937-ben és 1939-ben bronzérmet, 1935-ben ezüstérmet nyertek.